# Champagney, Haute-Saône
Champagney är en kommun i departementet Haute-Saône i regionen Bourgogne-Franche-Comté i östra Frankrike. Kommunen ligger i kantonen Champagney som tillhör arrondissementet Lure. År 2022 hade Champagney 3 674 invånare.

## Befolkningsutveckling
Antalet invånare i kommunen Champagney
| Referens: INSEE |